# 哈吉嶺
74°57′S 134°56′W / 74.950°S 134.933°W
哈吉嶺（英語：Hagey Ridge）是南極洲的山嶺，位於瑪麗伯德地的麥當勞高地東端，該山嶺根據美國地質調查局的測量和美國海軍的空中照片被繪入地圖，以海軍上尉命名。